# Prasinocyma latistriga
Prasinocyma latistriga là một loài bướm đêm trong họ Geometridae.